# Hans Adolph Friedrich von Eschstruth

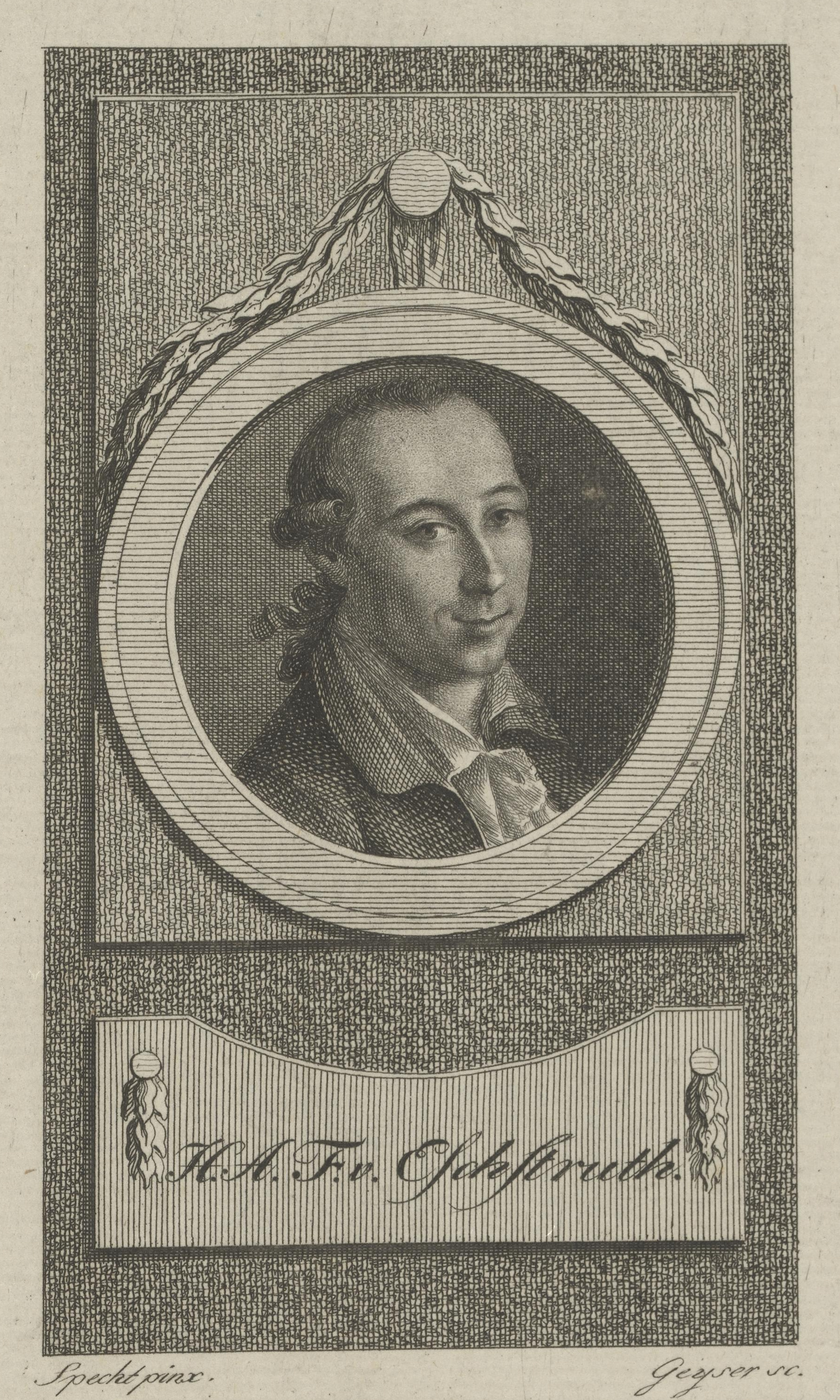
Hans Adolph Friedrich von Eschstruth

Hans Adolph Friedrich von Eschstruth, bis 1773 ohne Adelsprädikat (* 28. Januar 1756 in Homberg (Efze); † 30. April 1792 in Kassel), war ein deutscher Jurist, Musikschriftsteller und Komponist.

## Leben
Hans Adolph Friedrich Eschstruth wurde als Sohn des zu dieser Zeit im nordhessischen Homberg stationierten hessen-kasselischen Hauptmanns und späteren Oberrentmeisters und Obristen in Schmalkalden Johann Adolph Eschstruth (1728–1802) und dessen Ehefrau Bertha geb. Freiin Wolff von Gudenberg (1738–1798) geboren. Sein Vater wurde am 2. November 1773 in Wien in den erblichen Reichsadelsstand erhoben, der damit auch auf seinen Sohn Hans Adolph Friedrich und die anderen Nachkommen überging.
Eschstruth erhielt seine schulische Ausbildung in Schmalkalden bei dem dortigen Rektor Georg Leo Lipsius. Schon als Fünfzehnjähriger konnte er sich 1771 zum Studium der Jurisprudenz an der Universität Rinteln einschreiben. 1775 wechselte er für ein weiteres Jahr an die Universität Göttingen, wo er sich besonders beim Staatsrechtler Johann Stephan Pütter auf sein Berufsleben vorbereitete. Seine erste Anstellung erhielt er 1776 als Assessor bei der hessen-kasselischen Verwaltung in Marburg; 1780 wurde er zum Justizrat ernannt. Nach seiner Versetzung nach Kassel im Jahr 1786 wurde er dort 1788 wirklicher Regierungsrat und 1791 daneben auch Hofgerichtsrat.
Eschstruth heiratete 1780 in Marburg die literarisch begabte Katharina Dorothea Riemenschneider (1762–1827), die nach seinem Tode den Marburger Professor und Bergrat Johann Christoph Ullmann ehelichte. Die Ehe mit von Eschstruth blieb kinderlos. In den von ihrem Ehemann herausgegebenen Bänden des Hessischen Musenalmanach veröffentlichte sie Gedichte.
Hans Adolph Friedrich von Eschstruth ist der Urgroßonkel der Schriftstellerin Nathaly von Eschstruth.

### Befassung mit der Musik
Eschstruths Leidenschaft war die Musik, der er bis zu seinem Tode nahezu alle seine nicht beruflich gebundene Zeit widmete. Seine musikalische Ausbildung erfolgte vermutlich in Schmalkalden im Umfeld von Johann Gottfried Vierling, auch dürfte ihn der Marburger „Universitätsmusicus“ und Konzertmeister Bernhard Hupfeld (1717–1796) beeinflusst haben. So wurde er während seines Aufenthalts in Marburg zum Herausgeber und Verfasser zahlreicher musikwissenschaftlicher und musikkritischer Aufsätze; seine ungewöhnliche Orthographie, besonders in der 1784/85 erschienenen Musikalischen Bibliothek für Künstler und Liebhaber, demonstrierte eine Neigung zum Exzentriker. Auch schrieb er poetische Gedichte. Mit besonderem Eifer versuchte er sich als Komponist, insbesondere von Liedern, jedoch mit wenig künstlerischem Geschick und ebenso wenig Resonanz beim Publikum.

### Mitgliedschaften
Im Jahr 1776 wurde Eschstruth in die Marburger Freimaurerloge Zum gekrönten Löwen aufgenommen, und ab 1784 war er Mitglied der Akademie gemeinnütziger Wissenschaften zu Erfurt.

## Schriften und Kompositionen
Von Hans Adolph Friedrich von Eschstruth herausgegebene Schriften mit eigenen Beiträgen:
- Liederbuch für die Kasseler Kadetten, Waisenhaus-Buchdruckerei, Kassel, 1780
- Hessischer Musenalmanach, oder Hessische poetische Blumenlese mit Musik. 2 Jahrgänge, Marburg & Leipzig, 1783 & 1784.
- Musikalische Bibliothek für Künstler und Liebhaber. 2 Stücke, Marburg, Gießen, Kassel 1784/85 (Inhaltsverzeichnis: Musicalische Bibliothek (Eschstruth) bei Wikisource; Nachdruck 1977, Olms Verlag, Hildesheim & New York, Snippet-Preview); ein dritter Teil, 1789 zum Druck fertig, erschien nicht mehr.[3][4]

Kompositionen:
- Versuch in Singkompositionen, mit vollständiger Begleitung des Claviers. Kassel 1781.
- Gesang für Sopran und Tenor, mit Begleitung zweier Violinen, Viola, Violoncell und Flügel. Sr. Durchl. dem Fürsten von Thurn und Taxis gewidmet. Marburg 1782.
- Lieder, Oden und Chöre, mit Kompositionen vor die Stimme und Klavichord. Ihrer Majestät der Russischen Kaiserin gewidmet. Marburg und Kassel 1783.
- Sechs Sonaten für das Klavichord. Kassel 1787.
- Miller’s Lieder mit Musik und einer Einleitung. Kassel 1788 [umfasst 70 Lieder].
- Weitere Kompositionen blieben wohl ungedruckt, darunter Märsche, Klaviersonatinen und eine Sammlung religiöser Lieder.